# Nouveau stade d'Adana
Le nouveau stade d'Adana, en turc Yeni Adana Stadyumu, est un stade basé à Adana (Turquie). Il est uniquement utilisé pour les rencontres de football et le terrain de jeu d'Adana Demirspor et d'Adanaspor.

## Histoire
L'ancien stade du 5-Janvier d'Adana, construit en 1938 et situé en centre ville, devenant trop petit, la construction d'un nouveau stade devenait nécessaire pour la ville d'Adana. Le projet s'inscrit dans un plan de renouvellement des stades en Turquie. De 1980 à 2002, avec l'ouverture du Stade olympique Atatürk, aucun nouveau stade n'a vu le jour.
En 2014, la construction du nouveau stade d'Adana commence, à dix kilomètres du nord de la ville. L'ouverture était initialement prévue pour 2016, mais les travaux prenant du retard la date d'ouverture est constamment repoussée. En novembre 2019, le bâtiment, le toit et la façade étaient terminés, mais aucun équipement était installé. Avec cinq années de retard, le stade peut enfin ouvrir ses portes en février 2021, mais la date du 14 février 2021, avec le derby local d'Adana Demirspor contre l'Adanaspor qui devait servir d'inauguration, n'a pu être tenue. Le match se déroulera dans l'ancien stade (2-2).
Le 19 février 2021, le stade sera finalement inauguré avec un match d'Adana Demirspor contre l'Altay Izmir (1-2).
Une moitié du stade propose des sièges de couleurs orange et blanc, les couleurs d'Adanaspor, l'autre moitié est bleu et bleu clair, les couleurs d'Adana Demirspor. Sur l'étage supérieur, le dessin représente des flammes.
Avec la mise en service du nouveau stade utilisé par les deux clubs de la ville, le stade du 5-Janvier d'Adana est démoli laissant la place à un parc.